# Provincia de Banteay Mean Chey
Banteay Mean Chey es una provincia de Camboya. Está ubicada en la parte noroeste del país y su capital es la Ciudad de Sisophon, pero el crecimiento de Poipet, punto limítrofe con el vecino país, han connvertido a este último en el principal poblado de la Provincia. El nombre de la provincia se traduce en castellano así: Banteay es Fortaleza; Mean Chey o Mien Chey es "Tener éxito, triunfar, vencer", es decir "La Fortaleza Triunfante" que hace referencia a las batallas en contra de Tailandia después de la decadencia del Imperio jemer. Esta tiene los siguientes límites: norte Oddar Mean Chey, este Siem Riep, sur Battambang, oeste Tailandia.

## Historia
La provincia, limítrofe con Tailandia ha sido un punto de encuentros y desencuentros entre ambos países a lo largo de los siglos. Su mismo nombre indica un grito de triunfo ante las guerras ancestrales entre tailandeses y camboyanos en su lucha por la hegemonía en el Sudeste asiático y la defensa aguerrida de Angkor Wat. Antes de la presencia de los franceses en Camboya (mediados del siglo XIX), la provincia, como todas aquellas de la parte noroccidental del país hasta la Provincia de Siem Riep estaban bajo dominio de Tailandia. La constitución del Protectorado Francés obligó a los tailandeses a devolver estos territorios a Camboya. Durante la invasión de Vietnam (1979 - 1993), las provincias occidentales se convirtieron en un punto de refugio estratégico de los Jemeres rojos.

## Geografía
El territorio pertenece a la llanura camboyana, aunque el sur bordea los montes Cardamomo o Kravanh. El ecosistema dominante es la selva tropical con numerosos ríos, entre los que destaca el Siem Reap, pero la acción de colonos venidos del centro del país en búsqueda de mejores oportunidades de vida, ha provocado un rápido procesos de deforestación que pone en peligro la selva. 
La provincia es atravesada por la vía férrea que, inutilizada actualmente, conecta a Nom Pen con Bangkok. Así mismo al territorio provincial entra la Carretera 6 que viene desde la Ciudad de Siem Riep en los predios de Angkor Wat, distante 106 kilómetros, pero en condiciones regulares y la Carretera 5 que viene de la Ciudad de Battambang distante unos 69 kilómetros, en mejores condiciones. Desde la ciudad de Poipet a la Ciudad de Sisophon la carretera es bastante regular y desde esta última ciudad a Nom Pen son 359 km que un autobús recorre en aproximadamente 8 horas.

## Economía
Banteay Meanchey es una de las provincias más pobres del país debido a la creciente migración interna de Camboya. La presencia de los casinos tailandeses en Poipet, el principal puente internacional con Tailandia, es el principal atractivo para campesinos que del interior vienen en búsqueda de mejores oportunidades y han hecho que Poipet crezca desmesuradamente. Pero la Provincia fronteriza es por lógica sitio de atracción de comerciantes camboyanos, vietnamitas, chinos y tailandeses. La problemática de la provincia incluye el tráfico infantil hacia el vecino país, así como otros males sociales. 

## División administrativa
La provincia se subdivide en 8 distritos:
- 0102 Mongkol Borei
- 0103 Phnum Srok
- 0104 Preah Netr Preah
- 0105 Ou Chrov con Poipet.
- 0106 Serei Sophoan con la Ciudad de Sophoan.
- 0107 Thma Puok
- 0108 Svay Chek
- 0109 Malai